# Municipio de Jackson (condado de Jones)
El municipio de Jackson (en inglés: Jackson Township) es un municipio ubicado en el condado de Jones en el estado estadounidense de Iowa. En el año 2010 tenía una población de 402 habitantes y una densidad poblacional de 4,28 personas por km².

## Geografía
El municipio de Jackson se encuentra ubicado en las coordenadas 42°4′34″N 91°11′25″O / 42.07611, -91.19028. Según la Oficina del Censo de los Estados Unidos, el municipio tiene una superficie total de 93.85 km², de la cual 93,02 km² corresponden a tierra firme y (0,89 %) 0,83 km² es agua.

## Demografía
Según el censo de 2010, había 402 personas residiendo en el municipio de Jackson. La densidad de población era de 4,28 hab./km². De los 402 habitantes, el municipio de Jackson estaba compuesto por el 98,51 % blancos, el 0,25 % eran afroamericanos, el 1 % eran de otras razas y el 0,25 % eran de una mezcla de razas. Del total de la población el 0,75 % eran hispanos o latinos de cualquier raza.